# Liste des épisodes de Gossip Girl
Cet article présente la liste des épisodes de la série télévisée Gossip Girl.

## Première saison (2007-2008)
Composée de 18 épisodes, elle a été diffusée entre le 19 septembre 2007 et le 19 mai 2008.
1. S : Le Grand Retour (Pilot)
2. N & B : Un pas en avant, deux pas en arrière (The Wild Brunch)
3. S & B : La Guerre des nerfs (Poison Ivy)
4. B : Victime de la mode (Bad News Blair)
5. B & J : Action ou vérité ? (Dare Devil)
6. Gare aux loups... N ! (The Handmaiden's Tale)
7. S & B : Qui sautera le pas ? (Victor, Victrola)
8. Joyeux anniversaire, B (Seventeen Candles)
9. Gossip Girl fait relâche (Blair Waldorf Must Pie!)
10. S : Qui mène la danse ? (Hi, Society)
11. S & B : Noël à Manhattan (Roman Holiday)
12. Jette-toi à l'eau, D ! (School Lies)
13. N & C dans de beaux draps (The Thin Line Between Chuck and Nate)
14. B contre J (The Blair Bitch Project)
15. Quand S rencontre G... (Desperately Seeking Serena)
16. B ou la revanche d'une brune (All About My Brother)
17. S & G : Sur le ring (Woman on the Verge)
18. S dit tout (Much "I Do" About Nothing)

## Deuxième saison (2008-2009)
Le 3 mars 2008, la série est renouvelée pour une deuxième saison. Composée de 25 épisodes, elle a été diffusée entre le 1er septembre 2008 et le 17 mai 2009.
1. Tous en blanc ! (Summer, Kind of Wonderful)
2. Un lord pour B (Never Been Marcused)
3. Du côté obscur (The Dark Night)
4. S & D : La Guerre des ex (The Ex-Files)
5. S & B : Podium ou coulisses ? (The Serena Also Rises)
6. Petites trahisons entre amis (New Haven Can Wait)
7. C & B : Nouveau pacte (Chuck in Real Life)
8. B & C : Les Trois mots magiques (Pret-a-Poor-J)
9. Petite J deviendra grande (There Might Be Blood)
10. Cyrus en veut plus (Bonfire of the Vanity)
11. N le magnifique (The Magnificent Archibalds)
12. J : La Vengeance d'une blonde (It's a Wonderful Lie)
13. Bye bye Bart (O Brother, Where Bart Thou?)
14. C : En chute libre (In the Realm of the Basses)
15. Une seule et grande famille (Gone With the Will)
16. D, S, B : Yale ou pas Yale (You've Got Yale!)
17. D : La Rumeur court (Carnal Knowledge)
18. La Fin du temps de l'innocence (The Age of Dissonance)
19. La nouvelle B (The Grandfather)
20. B + C + V + N = La Valse des couples (Remains of the J)
21. L'Erreur de S (Seder Anything)
22. S & G : Les Choses se compliquent (Southern Gentlemen Prefer Blondes)
23. S : À ta mère, tu obéiras (The Wrath of Con)
24. Flash-back (Valley Girls)
25. S: contre Gossip Girl (The Goodbye Gossip Girl)

## Troisième saison (2009-2010)
Le 24 février 2009, la série est renouvelée pour une troisième saison. Composée de 22 épisodes, elle a été diffusée entre le 14 septembre 2009 et le 17 mai 2010.
1. S comme star (Reversals of Fortune)
2. B & G : Deux reines pour un seul trône (The Freshman)
3. C & B : La surenchère (The Lost Boy)
4. Au boulot S ! (Dan de Fleurette)
5. L & R : Alors c'est oui ? (Rufus Getting Married)
6. Honni soit qui manigance (Enough About Eve)
7. On ne laisse pas B dans un coin (How to Succeed in Bassness)
8. S & B : Guerre froide (The Grandfather: Part II)
9. J au bal des débutantes (They Shoot Humphreys, Don't They?)
10. V & O : Duel sur les planches (The Last Days of Disco Stick)
11. Telle mère, telle S (The Treasure of Serena Madre)
12. En mémoire de Bart (The Debarted)
13. S & J : Échange standard (The Hurt Locket)
14. C & S : Origines incontrôlées (The Lady Vanished)
15. J & D : Dans de beaux draps / J : Osera, osera pas (The Sixteen Year Old Virgin)
16. La Chute de l'empire (The Empire Strikes Jack)
17. J & C : Les Tueurs sont lâchés (Inglourious Bassterds)
18. Dorota se marie (The Unblairable Lightness of Being)
19. Allô papa bobo (Dr. Estrangeloved)
20. Mon cœur est à papa (It's a Dad, Dad, Dad, Dad World)
21. C + B + N : Le Complot (Ex-Husbands and Wives)
22. Dernier tango, puis Paris (Last Tango, Then Paris)

## Quatrième saison (2010-2011)
Le 16 février 2010, la série est renouvelée pour une quatrième saison. Composée de 22 épisodes, elle a été diffusée entre le 13 septembre 2010 et le 16 mai 2011.
Note : Lors de la diffusion de la saison en France sur TF6, certains titres étaient différents de ceux utilisés dans les autres pays francophones et en vidéo. Ils sont indiqués en second.
1. Belles de jour (Belles De Jour)
2. Quitte ou double (Double Identity)
3. S & B : Une clé pour deux (The Undergraduates)
4. L'Ange de Chuck (Touch of Eva)
5. B & C : Début de l'offensive (Goodbye, Columbia)
6. Le Retour de Jenny (Easy J)
7. B & C : L'Art de la guerre (War at the Roses)
8. Tous pour S ! (Juliet Doesn't Live Here Anymore)
9. Les J en embuscade (The Witches of Bushwick)
10. S.O.S. (Gaslit)
11. B & D en mission (The Townie)
12. Ligués / Ligués contre L (The Kids Are Not Alright)
13. B & D : Victimes de la mode (Damien Darko)
14. La Guerre des colocs (Panic Roommate)
15. B & S : Joyeuse St-Valentin / Le massacre de la Saint-Valentin (It-Girl Happened One Night)
16. Joyeux anniversaire E ! (While You Weren't Sleeping)
17. B & D : Coming out ? (Empire of the Son)
18. Portrait de famille (The Kids Stay in the Picture)
19. La Vie en rose (Petty in Pink)
20. La Bête, le prince et la belle / Il était une fois... (The Princesses and the Frog)
21. Une Serena peut en cacher un autre / Mauvaise passe pour les Bass (Shattered Bass)
22. B : Le conte de fée / Le conte de fées de B (The Wrong Goodbye)

## Cinquième saison (2011-2012)
Le 26 avril 2011, la série est renouvelée pour une cinquième saison. Composée de 24 épisodes, elle a été diffusée entre le 26 septembre 2011 et le 14 mai 2012.
1. Dire "oui" (Yes, Then Zero)
2. La Belle et la fête (Beauty and the Feast)
3. Paternité revendiquée (The Jewel of Denial)
4. La Rançon du succès (Memoirs of an Invisible Dan)
5. Jeux d'influence (The Fasting and the Furious)
6. Aux frais du prince (I Am Number Nine)
7. La Mascarade (The Big Sleep No More)
8. Retour aux sources (All the Pretty Sources)
9. C & I : Ma vie en Rhodes (Rhodes to Perdition)
10. B : Aux abois (Riding in Town Cars with Boys)
11. Résolutions secrètes (The End of the Affair?)
12. B+B : Enterrement de vie de jeune fille (Father and the Bride)
13. Le visage de G.G. (G.G.)
14. B & D en cavale (The Backup Dan)
15. La Tentation de Cupidon (Crazy, Cupid, Love)
16. C & I : Le face à face (Cross Rhodes)
17. La Succession (The Princess Dowry)
18. Gossip Girl 3.0 (Con Heir)
19. B & S : Fin de règne (It Girl, Interrupted)
20. D'un monde à l'autre (Salon Of The Dead)
21. B : Bassesse et mesquinerie (Despicable B)
22. C & B : Unis dans l'intrigue (Raiders of the Lost Art)
23. C : Besoin de renforts (The Fugitives)
24. La roue tourne (The Return of the Ring)

## Sixième saison (2012)
Le 11 mai 2012, la série a été renouvelée pour une sixième saison, annoncée comme la dernière. Composée de 10 épisodes, elle a été diffusée entre le 8 octobre 2012 et le 17 décembre 2012.
1. S dans la nature (Gone Maybe Gone)
2. C en famille (High Infidelity)
3. S vs S : Les dessous du défilé (Dirty Rotten Scandals)
4. B + C : À cheval sur les principes (Portrait of a Lady Alexander)
5. Gossip, mensonges et video (Monstrous Ball)
6. Le côté obscur (Where the Vile Things Are)
7. Il était encore une fois... (Save the Last Chance)
8. D : La vérité aux deux visages (It’s Really Complicated)
9. Œil pour œil, B pour B (The Revengers)
10. New York, je t'aime (New York, I Love You XOXO)